# 무역 박람회

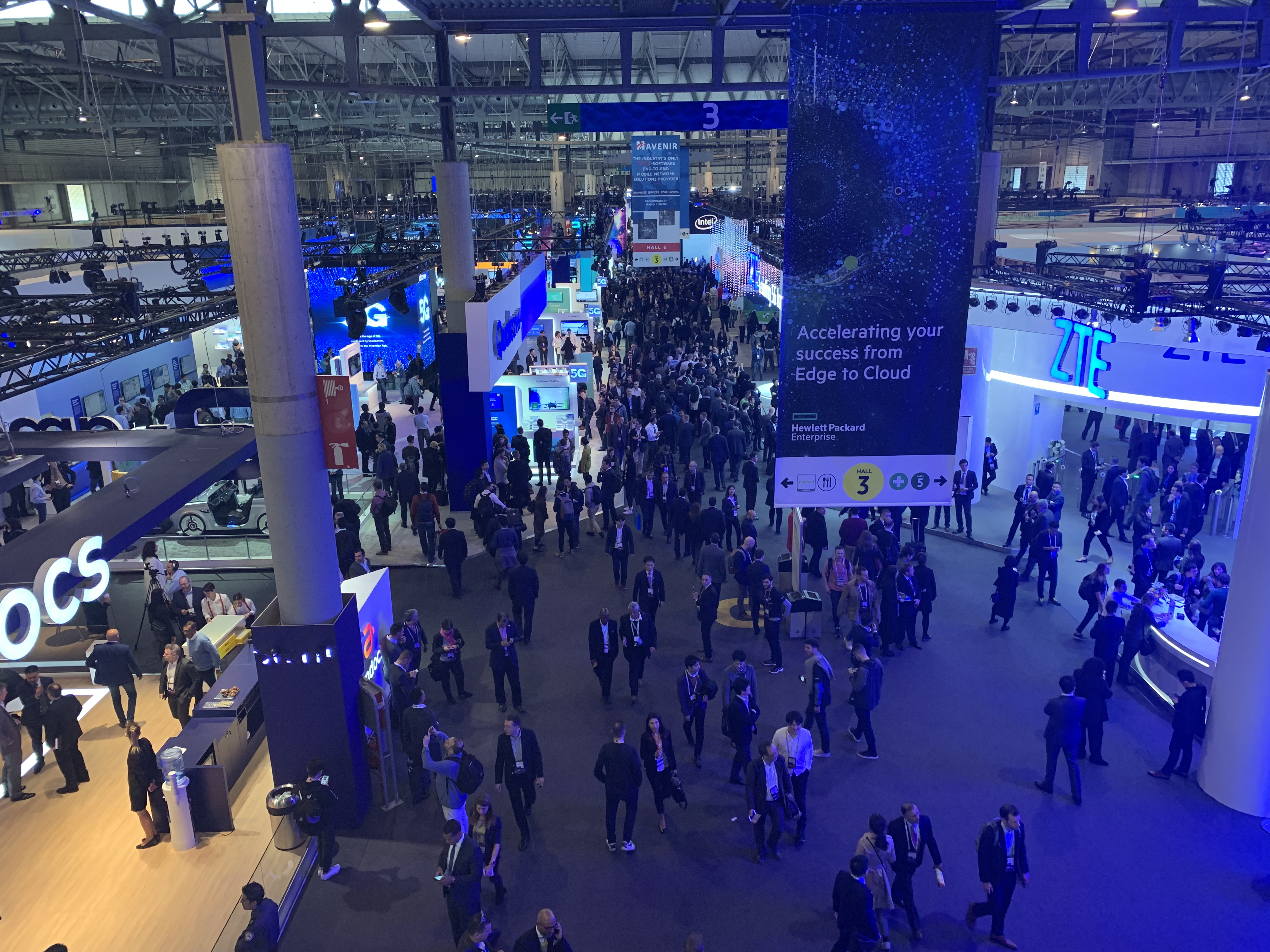
바르셀로나에서 열린 이동 통신 산업 박람회인 모바일 월드 콩그레스 2019의 스탠드 및 인파

견본시(見本市), 트레이드 쇼(trade show) 또는 무역 박람회, 무역 전시회는 특정 산업 분야의 회사들이 최신 제품과 서비스를 선보이고 시연하며, 업계 파트너 및 고객과 만나고, 경쟁사의 활동을 연구하며, 최근 시장 동향 및 시장 기회를 검토하기 위해 조직된 전시회이다.
소비자 쇼와 달리 일부 견본시만 일반에 공개되며, 다른 견본시는 회사 대표(무역업자, 예: 프로페셔널) 및 대중 매체 관계자만 참석할 수 있으므로, 견본시는 "공개" 또는 "업계 전용"으로 분류된다. 일부 쇼는 이 두 가지가 혼합된 형태이다. 한 예로 프랑크푸르트 도서전은 처음 3일 동안은 업계 전용이며, 마지막 2일 동안은 일반에 공개된다. 견본시는 거의 모든 시장에서 지속적으로 개최되며 일반적으로 전 세계 기업들이 참여한다. 예를 들어, 미국에서는 현재 매년 10,000개 이상의 견본시가 개최되며, 주최자, 참석자 및 마케터가 적절한 행사를 식별하는 데 도움이 되는 여러 온라인 디렉토리가 설립되었다.

## 역사
현대의 견본시는 상업 자본주의 시대인 후기 중세 유럽에서 설립된 샹파뉴 정기시 또는 스카네 시장과 같은 무역 정기시의 전통을 따른다. 이 시대에는 농산물 및 수공예품 생산자들이 제품을 판매하고 전시하기 위해 무역 박람회 도시를 방문했다. 이 시장들은 매년 또는 1년에 특정 여러 날에 걸쳐 개최되었으며, 일반적으로 지리적으로 특히 유리한 위치에서 대중의 방문을 유도하기 위해 종교 축제와 함께 열렸다. 봄과 가을에 열리는 박람회의 전통은 일부 경우 오늘날까지 보존되어 왔다. 18세기 후반부터 유럽과 북미에서 산업 혁명의 기술적 역동성을 반영하여 산업 전시회가 더욱 보편화되었다.
19세기 후반에 연례 산업 전체 견본시 개념이 유럽 제조업 중심지에서 북미로 확산되면서 인기를 얻었다. 20세기에는 견본시 산업을 관리하기 위한 전문 기업들이 생겨났고, 견본시 전용 부지 또는 컨벤션 센터가 회전식 견본시 일정의 장소로 설립되었다.
21세기 들어 아시아의 급속한 산업화로 견본시와 전시회는 이제 아시아 대륙 전역에서 흔해졌으며, 2011년에는 중국이 아시아 전시 산업을 지배하며 이 지역 전체 판매 공간의 55% 이상을 차지했다.

## 사용

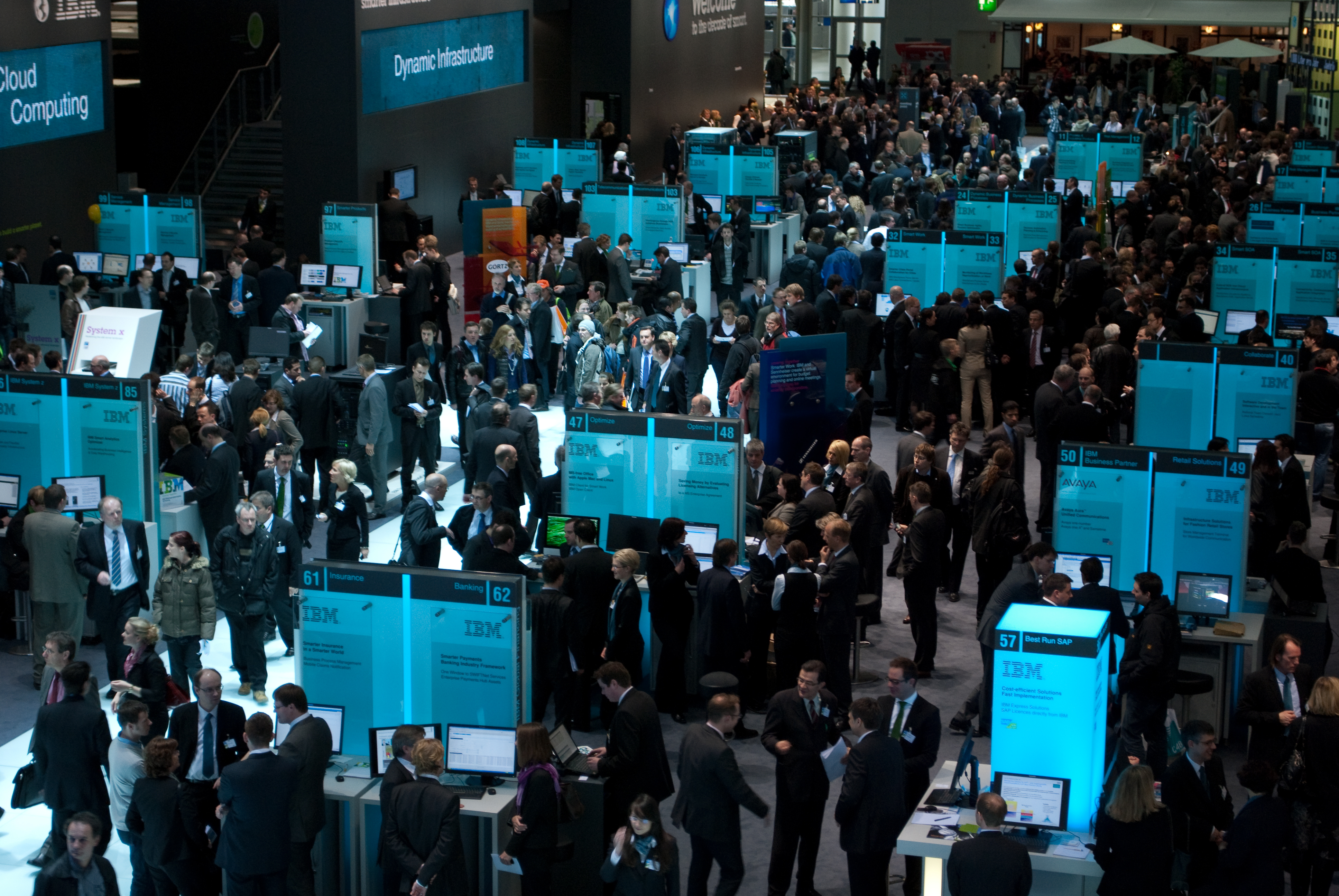
독일 하노버의 세계 최대 전시회장인 하노버 국제전시장에서 열린 세빗 2010의 IBM 부스

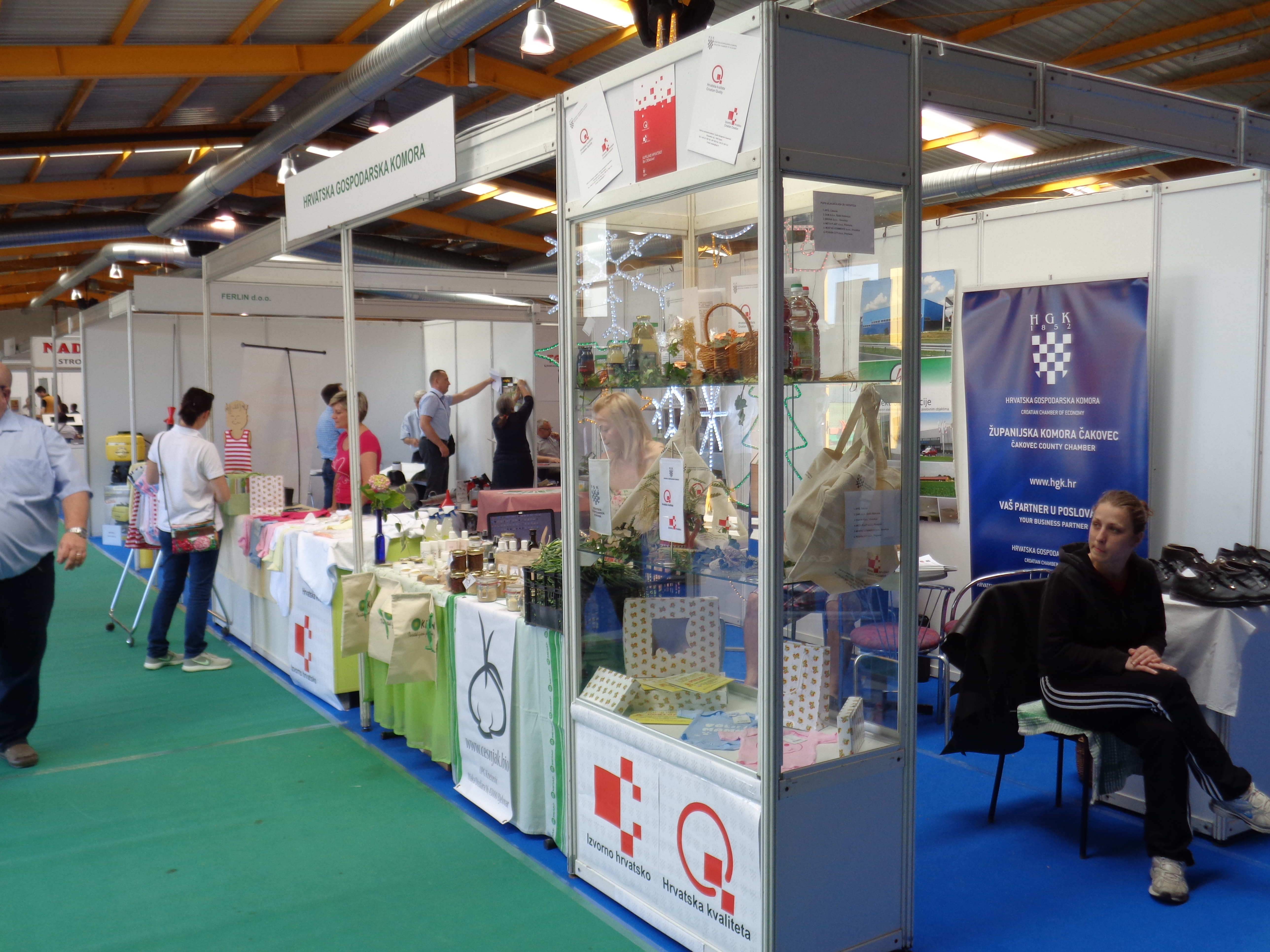
크로아티아에서 열린 소규모 견본시, 크로아티아 경제 상공 회의소의 전시 부스

견본시는 이를 활용하는 시장 부문에서 마케팅뿐만 아니라 비즈니스 네트워킹에도 중요한 역할을 한다. 사람들은 공급사슬의 자신들과 같은 수준의 사람들과 회사들뿐만 아니라 잠재적 공급업체 및 잠재적 구매자들을 만나려고 한다.
일반적으로 중앙 견본시장에는 사람들이 상품이나 서비스를 전시하는 부스가 있고, 하루 종일 업계와 관련된 모범 사례, 동향, 규제 등에 대한 지속 교육 세미나가 열린다. 또한 기조 연설자와 함께하는 공동 식사와 저녁 사교 행사도 있다. 부스는 간단한 테이블에서 정교한 구조물까지 다양하다.
견본시는 종종 참가 회사에 상당한 시간과 돈을 투자해야 한다. 기획에는 사전에 다른 참석자들과 회의를 주선하고, 쇼에서 창출된 기회를 추적할 자원을 마련하는 것이 포함된다. 비용에는 공간 임대료, 부스 설계 및 견본시 전시물 제작, 통신, 여행, 숙박, 홍보 자료 및 참석자에게 제공할 홍보물품이 포함된다.
또한 전기, 부스 청소, 인터넷 서비스, 운송(자재 취급이라고도 함)과 같은 서비스에 대한 비용도 쇼에서 발생한다. 이러한 물류에 대한 지역 지출은 도시가 지역 경제 개발 수단으로 견본시를 홍보하고, 지역 기업의 성장 기회를 제공하며, 새로운 기업을 유치하는 데 도움이 된다.

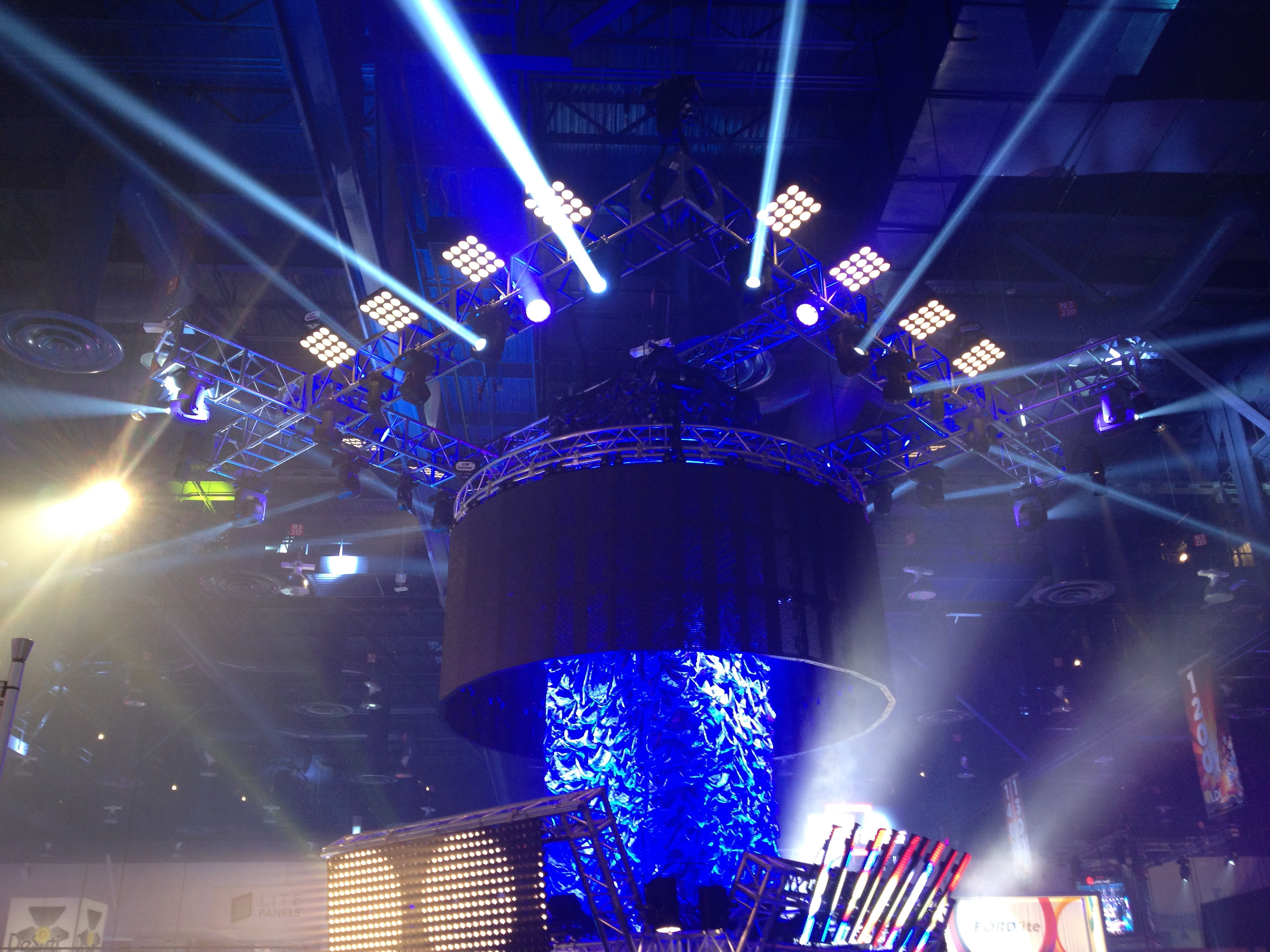
국제 견본시에서 가능한 대형 작업

## 주요 장소 목록
| #  | 전시장                         | 도시                    | 실내 면적                  | 야외 면적                  |
| -- | ------------------------------ | ----------------------- | -------------------------- | -------------------------- |
| 1  | 하노버 국제전시장              | 하노버                  | 496,000 m2 (5,340,000 ft2) | 58,070 m2 (625,100 ft2)    |
| 2  | 라스베이거스 세계시장 센터     | 라스베이거스            | 460,000 m2 (5,000,000 ft2) | 22,300 m2 (240,000 sq ft)  |
| 3  | 메쎄 프랑크푸르트              | 프랑크푸르트            | 366,600 m2 (3,946,000 ft2) | 96,000 m2 (1,030,000 ft2)  |
| 4  | 피라 데 바르셀로나             | 바르셀로나              | 365,000 m2 (3,930,000 ft2) | 50,000 m2 (540,000 ft2)    |
| 5  | 피에라 밀라노                  | 밀라노                  | 345,000 m2 (3,710,000 ft2) | 60,000 m2 (650,000 ft2)    |
| 6  | 광저우 칸톤 페어 컴플렉스      | 광저우시                | 338,000 m2 (3,640,000 ft2) | 43,600 m2 (469,000 ft2)    |
| 7  | 라스베이거스 컨벤션 센터       | 윈체스터 (라스베이거스) | 297,000 m2 (3,200,000 ft2) |                            |
| 8  | 쾰른메쎄                       | 쾰른                    | 284,000 m2 (3,060,000 ft2) | 100,000 m2 (1,100,000 ft2) |
| 9  | 메쎄 뒤셀도르프                | 뒤셀도르프              | 262,740 m2 (2,828,100 ft2) | 43,000 m2 (460,000 ft2)    |
| 10 | 매코믹 플레이스                | 시카고                  | 248,000 m2 (2,670,000 ft2) |                            |
| 11 | 파리 노르 빌팽트               | 파리 (프랑스)           | 246,300 m2 (2,651,000 ft2) |                            |
| 12 | 파리 엑스포 포르트 드 베르사유 | 파리 (프랑스)           | 227,000 m2 (2,440,000 ft2) |                            |
| 13 | 페리아 데 마드리드 IFEMA       | 마드리드                | 200,000 m2 (2,200,000 ft2) |                            |
| 14 | 국립 전시 센터                 | 솔리헐, 영국            | 186,000 m2 (2,000,000 ft2) | 100,000 m2 (1,100,000 ft2) |
| 15 | 메쎄 뮌헨                      | 뮌헨                    | 180,000 m2 (1,900,000 ft2) | 425,000 m2 (4,570,000 ft2) |
| 16 | 메쎄 뉘른베르크                | 뉘른베르크              | 180,000 m2 (1,900,000 ft2) | 50,000 m2 (540,000 ft2)    |
| 17 | 메세 베를린                    | 베를린                  | 160,000 m2 (1,700,000 ft2) | 390,000 m2 (4,200,000 ft2) |

## 주요 견본시 목록
| 제목                                | 설명 | 날짜 | 장소                                                      | 방문객 수                             |
| ----------------------------------- | --- | --- | --------------------------------------------------------- | ------------------------------------- |
| 애그퀴프                            | 농업 | 2017년 8월 22일–24일 | 건네다, 뉴사우스웨일스주, 오스트레일리아                  | 2005년 약 100,000명                   |
| 독일 쾰른 국제 식품 박람회          | 식음료 | 2017년 10월 7일–11일 | 쾰른메쎄, 독일                                            | 2017년 약 165,000명                   |
| 아랍 헬스                           | 의료 | 2022년 1월 24일 - 2022년 1월 27일 | 두바이 세계 무역 센터, 아랍에미리트                       | 2022년 58,028명                       |
| 오토메카니카                        | 자동차 애프터마켓 | 2016년 9월 13일–17일 | 메쎄 프랑크푸르트, 독일                                   | 136,000명                             |
| 바우마                              | 건설 | 2019년 4월 8일–17일 | 뮌헨, 독일                                                | 2019년 620,000명                      |
| 비프 오스트레일리아                 | 쇠고기 | 5월 (3년마다) | 록햄프턴, 오스트레일리아                                  | 2015년 90,000명                       |
| 베를린 뮤직 위크                    | 음악 | 2014년 9월 3일–7일 | 베를린, 독일                                              | 2012년 70,000명                       |
| 볼로냐 모터쇼                       | 자동차 전시회 | 2016년 12월 3일–11일 | 볼로냐, 이탈리아                                          | 2013년 450,000명                      |
| 부트 뒤셀도르프                     | 보트 | 2017년 1월 21일–29일 | 메쎄 뒤셀도르프, 독일                                     | 2008년 267,379명                      |
| 부에노스아이레스 국제 도서전        | 책 | 2017년 4월 27일 – 5월 15일 | 부에노스아이레스, 아르헨티나                              | 2008년 1,240,000명                    |
| 카이로 국제 도서전                  | 책 | 2017년 1월 27일 - 2017년 2월 10일 | 카이로, 이집트                                            | 2007년 2,000,000명                    |
| 칸톤 페어                           | 소비자 및 산업 제품 | 봄 회기: 4월 15일–19일 (1단계); 4월 23일–27일 (2단계); 5월 1일–5일 (3단계). (111회 회기) 가을 회기: 10월 15일–19일 (1단계); 10월 23일–27일 (2단계); 10월 31일-11월 4일 (3단계). | 광저우시, 중국                                            | 2008년 봄 회기 192,013명              |
| 세빗                                | 정보 통신 기술 | 3월 20일–24일 | 하노버, 독일                                              | 2007년 480,000명                      |
| CES (소비자 가전 전시회)            | 소비자 가전 | 매년 1월 7일 – 1월 10일 | 라스베이거스 컨벤션 센터, 미국                            |                                       |
| 코믹마켓                            | 만화 | 2017년 8월 11일–13일 | 도쿄도, 일본                                              | 2008년 여름 회기 550,000명            |
| 컴퓨텍스 타이베이                   | 컴퓨터 박람회 | 2017년 5월 30일 – 2017년 6월 3일 | 타이베이시, 대만                                          | 2008년 106,517명                      |
| 코넥스포-콘/애그                    | 건설 | 2017년 3월 7일–11일 | 라스베이거스 컨벤션 센터, 대만                            | 2008년 약 145,000명                   |
| 다카 국제 무역 박람회               | 소비재 | 매년 1월 1일 - 1월 31일 | 방가반두 방글라데시-중국 친선 전시 센터, 다카, 방글라데시 | 수십만 명                             |
| 드루파                              | 인쇄 장비 | 2016년 5월 31일 – 6월 10일 | 메쎄 뒤셀도르프, 독일                                     | 2004년 127개국에서 393,654명          |
| 두바이 에어쇼                       | 항공우주 | 2년마다 | 두바이 월드 센트럴, 아랍에미리트                          |                                       |
| 에쿠셰이 도서전                     | 책 | 매년 2월 1일 - 2월 28일 | 방글라 아카데미, 람나 타나, 다카, 방글라데시              | 70,000명                              |
| E3 (일렉트로닉 엔터테인먼트 엑스포) | 비디오 게임 | 2017년 6월 13일–15일 | 로스앤젤레스, 캘리포니아주, 미국                          | 68,400명 (2017년)                     |
| EAA 에어벤처 오시코시               | 항공우주 | 매년 7월 마지막 주 | 위트먼 지역 공항, 오슈코시, 위스콘신주, 미국              | 2024년 686,000명                      |
| EICMA                               | 모터사이클 | 2016년 11월 10일–13일 | 피에라 밀라노, 이탈리아                                   | 2008년 504,999명                      |
| 유로플로라                          | 꽃 전시회 | 5년마다 4월/5월 | 제노아, 이탈리아                                          | 1986년 730,000명                      |
| 유로샵                              | 소매 | 2017년 3월 5일–9일 | 메쎄 뒤셀도르프, 독일                                     | 2008년 104,766명                      |
| 판버러 에어 쇼                      | 항공우주 | 2018년 7월 16일–22일 | 판버러 공항, 햄프셔, 영국                                 | 209,000명 (2012년)                    |
| 피에라카발리                        | 말 전시회 | 2016년 11월 10일–13일 | 베로나, 이탈리아                                          | 2008년 125,975명                      |
| 국제 도서전                         | 책 | 2017년 5월 18일–22일 | 토리노, 이탈리아                                          | 2007년 300,000명                      |
| 프랑크푸르트 도서전                 | 책 | 2017년 10월 11일–15일 | 메쎄 프랑크푸르트, 독일                                   | 2011년 280,194명                      |
| 게임스 컨벤션                       | 비디오 게임 | 2008년 종료 | 라이프치히, 독일                                          | 2008년 203,000명                      |
| 게임스컴                            | 비디오 게임 | 2018년 8월 21일–25일 | 쾰른메쎄, 독일                                            | 2017년 350,000명                      |
| 제노아 국제 보트쇼                  | 보트 | 2017년 9월 21일–26일 | 제노아, 이탈리아                                          | 2008년 236,322명                      |
| GITEX                               | 소비자 가전 | 2007년 3월 29일 – 2017년 4월 1일 | 두바이, 아랍에미리트                                      | 2016년 146,000명                      |
| 하노버 산업 박람회                  | 산업, 테크놀로지 | 2017년 4월 24일–28일 | 하노버, 독일                                              | 2008년 193,222명                      |
| 하이 포인트 마켓                    | 가구 | 4월 및 10월 | 하이포인트 (노스캐롤라이나주), 미국                       | 70,000-80,000명                       |
| IFA                                 | 소비자 가전 및 가전제품 | 2017년 9월 1일–6일 | 베를린, 독일                                              | 2016년 240,000명                      |
| IITF (인도 국제 무역 박람회)        | 소비재 | 11월 중순 | 델리, 인도                                                |                                       |
| imm 쾰른                            | 가구 | 2018년 1월 15일–21일 | 쾰른메쎄, 독일                                            | 2008년 106,677명                      |
| 이노트란스                          | 철도 운송 기술 | 2020년 9월 22일–25일 | 메세 베를린, 독일                                         | 2010년 106,612명                      |
| 인터모트                            | 모터사이클 | 2018년 10월 3일–7일 | 쾰른메쎄, 독일                                            | 2012년 203,000명                      |
| 인터내셔널 CES                      | 소비자 가전 | 2018년 1월 9일–12일 | 라스베이거스 컨벤션 센터, 네바다주, 미국                  | 2016년 177,000+명                     |
| 국제 자동차 전시회                  | 자동차 | 2017년 9월 14일–29일 | 메쎄 프랑크푸르트, 독일                                   | 2015년 931,700명                      |
| IGW 베를린                          | 지속농업 | 2017년 1월 20일–29일 | 메세 베를린, 독일                                         | 2008년 424,502명                      |
| ITB 베를린                          | 관광 | 2017년 3월 10일–12일 | 메세 베를린, 독일                                         | 2008년 149,776명                      |
| 국제 기술 박람회                    | 기계 공학, 자동차, 교통, 정보 기술, 소프트웨어, 일렉트로닉스, 전기공학, 건설, 화학, 전력공학, 생태학                                            | 2017년 9월 25일–30일 | 플로브디프, 불가리아                                      | 2006년 141,000명                      |
| 자카르타 박람회                     | 소매 (자동차 및 오토바이, 전자제품, 스포츠 장비, 패션 액세서리 및 의류, 가정용품, 가구, 식품, 수공예품, 허브 및 의약품, 화장품, 은행 서비스 등) | 2019년 5월 22일–30일 | 자카르타, 인도네시아                                      |                                       |
| 콜카타 국제 도서전                  | 책 | 1월 말 - 2월 초 | 콜카타, 인도                                              | 2012년 2,000,000명 - 세계 최대 도서전 |
| 라이트 + 빌딩                       | 건축 조명 디자인 | 2018년 3월 18일–23일 | 메쎄 프랑크푸르트, 독일                                   | 2008년 167,084명                      |
| 메디카 무역 박람회                  | 의료 기술 | 2017년 11월 13일–16일 | 메쎄 뒤셀도르프, 독일                                     | 2008년 136,871명                      |
| 모바일 월드 콩그레스                | 이동 전화, 통신 | 2023년 2월 27일 – 2023년 3월 2일 | 바르셀로나, 스페인                                        | 2023년 95,000명                       |
| 시알 파리                           | 식품산업 | 2022년 10월 15일 - 2022년 10월 18일 | 파리 (프랑스), 프랑스                                     | 2018년 310,000명                      |
| 파리 모터쇼                         | 자동차 전시회 | 2016년 9월 29일 – 2016년 10월 16일 | 파리 (프랑스), 프랑스                                     | 2006년 1,400,000명                    |
| NAB 쇼                              | 방송 | 2025년 4월 6일–9일 | 라스베이거스 컨벤션 센터, 네바다주, 미국                  | 2024년 61,000+명                      |
| NAMM 쇼                             | 음악 | 2020년 1월 16일–19일 | 애너하임, 캘리포니아주, 미국                              | 115,888명                             |
| 북미 국제 오토쇼                    | 자동차 | 2018년 1월 14일–21일 | 디트로이트, 미시간주, 미국                                | 2018년 800,000명                      |
| 국립 농업 필드데이즈                | 농업 | 6월 중순 4일간 | 해밀턴, 뉴질랜드                                          | 2007년 125,878명                      |
| 노비사드 박람회                     | 농업 | 5월 중순 | 노비사드, 세르비아                                        | 600,000명                             |
| 뉘른베르크 국제 완구 박람회         | 장난감, 게임 | 2017년 2월 1일–6일 | 뉘른베르크, 독일                                          | 2011년 80,000명                       |
| 파리 국제 농업 박람회               | 농업 박람회 | 2017년 2월 25일 - 2017년 3월 5일 | 파리 (프랑스), 프랑스                                     | 2017년 619,000명                      |
| 파리 에어쇼 - SIAE                  | 항공우주 | 2017년 6월 19일–25일 | 파리 (프랑스), 프랑스                                     | 2017년 322,000명                      |
| 포토키나                            | 사진술 | 2020년 5월 27일–30일 | 쾰른메쎄, 독일                                            | 2018년 180,000명                      |
| 살로네 델 모빌레 (국제 가구 박람회) | 가구 | 2007년 3월 | 피에라 밀라노, 이탈리아                                   | 2007년 270,000명                      |
| SEMA 쇼                             | 자동차 애프터마켓 | 11월 첫째 주 | 라스베이거스, 네바다주, 미국                              | 2014년 125,000명                      |
| 샷 쇼                               | 총기류 | 2019년 1월 22일–25일 | 샌즈 엑스포, 라스베이거스, 네바다주, 미국                 | 2018년 60,000+명                      |
| SIMA                                | 부동산 | 2017년 5월 25일–28일 | 마드리드, 스페인                                          | 2008년 122,760명                      |
| 시모 TCI                            | 소비자 가전 | 2017년 10월 18일–20일 | 마드리드, 스페인                                          | 약 300,000명                          |
| 시드니 왕실 부활절 쇼               | 농업 | 부활절 기간 14일 | 시드니, 오스트레일리아                                    | 2007년 900,000명                      |
| 테헤란 국제 도서전                  | 책 | 2017년 5월 3일–13일 | 테헤란, 이란                                              | 2010년 약 2,000,000명                 |
| 더 빅 5                             | 건설 | 2017년 11월 26일–29일 (연례) | 두바이, 아랍에미리트                                      | 2016년 참가자 78,579명                |
| 테살로니키 국제 박람회              | 일반 | 매년 | 테살로니키, 그리스                                        | 2011년 250,000명                      |
| 도쿄 모터쇼                         | 자동차 전시회 | 2017년 10월 27일 - 2017년 11월 5일 | 도쿄도, 일본                                              | 2005년 1,512,100명                    |
| 도쿄 게임 쇼                        | 비디오 게임 | 2017년 9월 21일–24일 | 도쿄도, 일본                                              | 2016년 271,224명                      |
| 트레이드 엑스포 인도네시아          | 수출 | 2018년 10월 24일–28일 | BSD 시티, 인도네시아                                      | 28,000명                              |
| 세계 농업 엑스포                    | 농업 | 매년 | 툴레어 (캘리포니아주), 캘리포니아주, 미국                 | 매년 약 100,000명                     |
| 세계 낙농 엑스포                    | 낙농업 | 2017년 10월 3일–3일 | 얼리언트 에너지 센터, 2015년 매디슨, 위스콘신주, 미국     | 75,000명                              |

## 같이 보기
- 농업 박람회
- 미국 공예품 구매자 시장
- 카운티 페어
- 리드 리트리버
- 세계 박람회 목록
- 로데오
- 샘플 페어
- 스테이트 페어
- 세계 박람회
- 국가관